# Liodrosophila trichaetopennis
Liodrosophila trichaetopennis – gatunek muchówki z rodziny wywilżnowatych.
Gatunek ten opisany został w 1975 roku przez H. Takadę i E. Mommę, którzy jako miejsce typowe wskazali przedmieścia Kuala Lumpur.
Muchówka ta ma kruczoczarne ciało, ciemny odwłok bez czarnej przepaski i skrzydła bez czarnych łatek. Setulae acrostichales ułożone są u tego gatunku w 4 do 6 rządków. Przednie odnóża mają na udach rządek 13 do 21 kolców pozbawionych szczecinek nasadowych. Narządy rozrodcze samca charakteryzują się obecnością szczecinek na edeagusie, brakiem klapkowatej struktury u nasady tegoż i obecnością płatkowatych tworów u nasady przysadki odwłokowej.
Owad orientalny, znany z Malezji i Phuntsholing w Bhutanie.